# Koppelverkoop
Van koppelverkoop is sprake wanneer de leverancier de verkoop van een bepaald product afhankelijk stelt van de koop van een ander product. Het eerste product wordt het 'koppelende' product genoemd, en het tweede het 'gekoppelde' product.
Vaak verkoopt de leverancier het koppelende product voor een laag bedrag en maakt de winst op het gekoppelde product. Sprekende voorbeelden zijn de verkoop van cartridges (gekoppelde product) bij printers (koppelende product) en scheermesjes (gekoppelde product) bij krabbertjes (koppelende product).

## Voorbeelden
- Een fabrikant van schoenen die meer dan vijftig procent van de schoenenmarkt bezit, mag toch schoenveters bij zijn product verkopen. Schoenveters horen immers "onlosmakelijk" bij schoenen. Er is weliswaar een afzonderlijke markt voor schoenveters; er bestaat echter geen markt voor veterschoenen zonder veters.
- In Nederland kon je alleen een Apple iPhone kopen in combinatie met een T-Mobile abonnement. Hier is geen sprake van koppelverkoop omdat het gaat om twee ondernemingen die een overeenkomst sluiten en niet om één onderneming die twee producten koppelt.[1]
- Een fabrikant van computers, die bijvoorbeeld tien procent van de markt bezit, mag toch Microsoft Windows bij zijn product verkopen. Het koppelende product is immers de computer; er is voor deze fabrikant dus geen aanzienlijke marktmacht.
- Microsoft mag niet de Windows Media Player gratis koppelen aan Windows en heeft hiervoor een boete gekregen van de Europese Commissie. Microsoft kreeg daarnaast ook een boete voor de koppeling van Internet Explorer aan Windows.
- Diverse leegstandbeheerders koppelen een brandveiligheidspakket als verplichting bij het afsluiten van ieder nieuw contract, ook als dit gaat om doorgeplaatste bewoners. De marktwaarde van dit pakket bedraagt zo'n 10-20% van de verkoopprijs.[bron?] Het door de branche opgezette keurmerk leegstandsbeheer maakt in de voorwaarden zelfs een uitzondering voor deze vorm van koppelverkoop.

## Wetgeving
Koppelverkoop is om een aantal redenen aan banden gelegd:
- Bedrijven kunnen bijvoorbeeld op deze manier concurrenten uit de markt drukken, wat de marktwerking verstoort.
- Met koppelverkoop is het gemakkelijk voor verkopers om consumenten meer te laten betalen dan ze eigenlijk van plan waren. Eerst wordt de consument gelokt met een goedkoop product en als hij besloten heeft het product te kopen, wordt er verteld dat hij dan ook een ander, vaak erg duur product erbij moet nemen. Veel mensen zijn dan niet meer in staat het aanbod af te slaan, ook al weten ze dat het niet zo goedkoop meer is.

### Europese Unie
Het Europees mededingingsrecht verbiedt koppelverkoop door een onderneming met een machtspositie op basis van artikel 102 VWEU. 
Er zijn vier voorwaarden om te kunnen spreken van een koppelverkoop in de zin van het Europees mededingingsrecht:
1. de onderneming moet een machtspositie hebben op de relevante markt
2. de gekoppelde producten zijn verschillende producten
3. consumenten krijgen niet de kans om het ene product te kopen zonder het andere
4. de concurrentie op de gekoppelde markt wordt belemmerd.

Voorbeelden van zaken zijn over koppelverkoop zijn Microsoft Windows Media Player, Microsoft Internet Explorer en Hiti (nietjesmachines).

### Nederland
In een aantal gevallen is koppelverkoop in Nederland verboden op grond van de Mededingingswet (art. 24 ev.). Koppelverkoop is alleen verboden voor ondernemingen met een economische machtspositie.
Om te bepalen of er sprake is van een economische machtspositie moet eerst de relevante markt afgebakend worden. Daarna moeten de volgende factoren bekeken worden:
1. marktaandeel van de onderneming
2. marktaandelen van de concurrenten
3. andere omstandigheden die een voorsprong kunnen geven op de concurrenten zoals financiële reserves en technologische kennis
4. toetredingsbelemmeringen tot de markt

#### Wet op het consumentenkrediet
Koppelverkoop bij consumentenkrediet is strenger gereguleerd door de wetgever. Het is altijd verboden de verkoop van een (hypothecaire) lening te koppelen aan de verplichte verkoop van een ander product (zoals verzekeringen). Het staat een geldverstrekker wel vrij om het andere product aan te bieden, maar de consument moet altijd de vrijheid hebben dat product ergens anders te kopen. De geldverstrekker is zelfs verplicht hierop te wijzen.
Hier is het altijd verboden om andere producten (zoals verzekeringen) te koppelen aan de verkoop van een (hypotecaire) lening.
De Nederlandse Wet op het consumentenkrediet bepaalt: Nietig is een overeenkomst als bedoeld in artikel 30, eerste lid, voor zover daarbij [...] de kredietnemer zich verplicht tot het aangaan van een andere overeenkomst, anders dan ingeval [...] uitdrukkelijk aan de kredietnemer het recht wordt toegekend te bepalen met welke wederpartij die overeenkomst zal worden aangegaan.
Deze wet geldt niet voor krediettransacties waarbij de kredietsom meer dan € 40.000 bedraagt, en niet voor hypothecair krediet.

### België
In België (De Wet op de handelspraktijken, Afdeling 5) is de wetgeving op dit vlak veel strenger. Het is bijvoorbeeld niet toegestaan om gsm's uitsluitend samen met een bepaald telefonie-abonnement te verkopen, wat in Nederland wel kan. In 2013 besliste het Europees Hof van Justitie dat het Belgisch verbod op koppelverkoop van financiële producten niet in strijd is met het Europese recht.